# Cheiracanthium occidentale
Cheiracanthium occidentale és una espècie d'aranya que fins fa poc pertanyia a la família Miturgidae, tot i que el World Spider Catalog actualment la classifiquen dins la família dels euticúrids (Eutichuridae). Fou descoberta a Menorca per Carl Ludwig Koch el 1882 i és considerada endèmica de les Illes Balears.